# Franci Petek
Franci Petek född 15 juni 1971 i Lesce i Radovljica är en slovensk tidigare backhoppare som tävlade för dåvarande Jugoslavien och senare Slovenien. Han representerade SSK Stol.

## Karriär
Franci Petek deltog i sin första internationella turnering under junior-VM i Vang i Oppland fylke i Norge 1989. Där vann han en silvermedalj i lagtävlingen, efter Österrike och före hemmalaget Norge. Senare samma år debuterade han i tysk-österrikiska backhopparveckan (som ingår i världscupen i backhoppning) och blev nummer 18 i Oberstdorf 28 december 1989, i sin första tävling på elitnivå. Hans första (och enda) delseger i världscupen kom i stora backen i Engelberg i Schweiz februari 1990. Han delade segern med Ari-Pekka Nikkola från Finland. Hans bästa placering i världscupen sammanlagt kom i säsongen 1990/1991 då han slutade som nummer 11. Han blev som bäst nummer 4 sammanlagt i backhopparveckan (säsongen 1991/1992).
Petek startade i VM i skidflygning 1990 i Vikersund i Norge. Han blev nummer 22 i tävlingen som hoppades 25 februari och som vanns av Dieter Thoma från dåvarande Västtyskland. Petek deltog i sitt andra junior-VM, i Štrbské Pleso i Vysoké Tatry i dåvarande Tjeckoslovakien, en månad senare. Han deltog i lagtävlingen och vann en bronsmedalj efter Österrike och Finland.
Under Skid VM 1991 fick Franci Petek karriärens största framgång. Han deltog i de individuella grenarna och vann guldmedaljen i den första tävlingen, i stora backen, 1,2 poäng före Rune Olijnyk från Norge och 7,5 poäng före Jens Weissflog (som tävlade för det återförenade Tyskland). I normalbacken blev han nummer 8. 
Franci Petek deltog i två olympiska vinterspel. Under OS 1992 i Albertville i Frankrike deltog Petek i alla backhoppstävlingarna. I normalbacken i Le Praz i Courchevel blev han nummer 21. I stora backen gick det bättre och han blev nummer 8. I lagtävlingen blev laget från Slovenien nummer 6. Under OS 1994 i Lillehammer i Norge startade Petek endast i stora backen där han slutade som nummer 38.
Peteks sista internationella tävling i backhoppning blev tävlingen i normalbacken under Skid-VM 1995 i Thunder Bay i Kanada. han blev nummer 20 i en tävling som vanns av Takanobu Okabe från Japan.
Efter säsongen 1994/1995 avslutade han sin backhoppskarriär.